# Bylochov
Bylochov (německy Wallach) je osada na Litoměřicku, část obce Snědovice. V roce 2011 zde trvale žilo 53 obyvatel. Do osady vede silnice od osady Strachaly, která pokračuje jako místní komunikace na Bukovec. Osada leží v chráněné krajinné oblasti CHKO Kokořínsko. Katastrální území Bylochov má rozlohu 2,87 km². Leží v něm také osada Nová Ves.

## Historie
První písemná zmínka o Bylochovu pochází z roku 1446, kdy vesnice patřila Jindřichu Hrzánovi z Harasova, majiteli blízkých Medonos. Později byl Bylochov rozdělen mezi panství Chcebuz, Radouň a Trnovany. Během třicetileté války vesnice částečně zpustla, protože podle berní ruly z roku 1654 stálo ve vsi osm usedlostí, ale čtyři byly opuštěné.
Jádro vesnice tvoří velké zemědělské usedlosti rozmístěné podél rozvětvené komunikace, které doplňuje množství drobnější chalupnické zástavby. Přestože původní strukturu sídla ve druhé polovině dvacátého století částečně ovlivnily demolice, uchovala si vesnice ráz typický pro oblast Kokořínska.

## Obyvatelstvo
| | 1869 | 1880 | 1890 | 1900 | 1910 | 1921 | 1930 | 1950 | 1961 | 1970 | 1980 | 1991 | 2001 | 2011 |
| --- | ---- | ---- | ---- | ---- | ---- | ---- | ---- | ---- | ---- | ---- | ---- | ---- | ---- | ---- |
| Obyvatelé                                                                                                 | 281  | 241  | 238  | 201  | 204  | 181  | 206  | 82   | 41   | 40   | 19   | 13   | 23   | 24   |
| Domy | 50   | 45   | 49   | 46   | 46   | 47   | 46   | 30   | .    | 12   | 8    | 19   | 20   | 21   |
| Tabulka obsahuje údaje části Bukovec a počet domů z roku 1961 je zahrnut v domech místní části Strachaly. |      |      |      |      |      |      |      |      |      |      |      |      |      |      |

## Pamětihodnosti

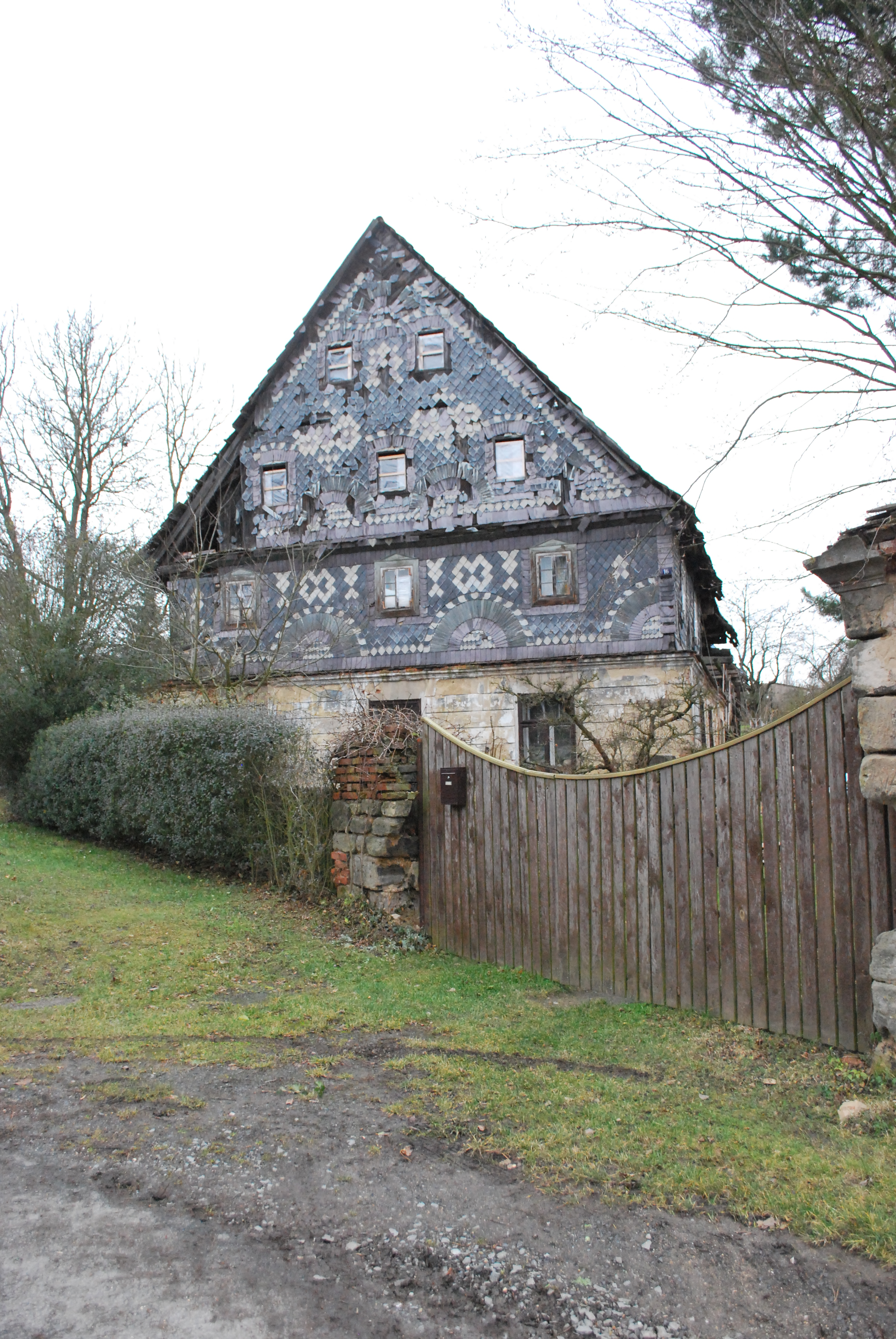
Dům čp. 16

Nejcennější stavbou ve vsi je dům čp. 16 se zděným přízemím, kamennými portálky chlévů a pásovou bosáží zdobenými fasádami. Patro domu, v zadní části přístupné pavlačí s vyřezávanými sloupky, má roubenou konstrukci. Dřevo je obložené barevným břidlicovým obkladem. Dům čp. 9 kombinuje roubené konstrukce v přízemí i v podstávkovém patře, ale zadní část přízemí je zděná a v prvním patře hrázděná. Fasáda zadní části je secesní a pochází nejspíše z dvacátých let dvacátého století. První patro obsahuje zapuštěnou pavlač. Roubené či hrázděné konstrukce mají také domy čp. 27, 28 a 29. Z mladších staveb je významný dům čp. 7 postavený v klasicistním slohu, v jehož lichoběžníkovém štítě se dochovaly zbytky malby Nanebevzetí Panny Marie a druhotně přepsaným vročením 1831.